# Andere plaats, andere tijd
Andere plaats, andere tijd is het zevende studioalbum van de Tröckener Kecks verschenen op lp en cd in 1992. De lp-versie werd uitgebracht met een bonussingle, waarop de nummers Man alleen en Alles wankelt stonden. Het album werd opgenomen in de Bullet Sound Studio in Nederhorst den Berg. Er werden vier nummers op zowel 7 inch-vinyl- als cd-single uitgebracht.
Het nummer Als de rook om je hoofd is verdwenen is een cover van Boudewijn de Groot. In navolging hierop nam de band in 1994 het nummer Jimmy op voor het gelegenheidsalbum: Als de rook is verdwenen..., waarop verschillende artiesten als eerbetoon aan de Groot een lied van hem uitvoerde.
Laaiend vuur is geschreven door Huub van der Lubbe, zanger en tekstschrijver van De Dijk. Later nam De Dijk in een eigen uitvoering dit lied ook op voor hun album De blauwe schuit en bracht het in 1995 tevens als single uit.
Het komt nooit meer goed werd geschreven als titelsong voor de komedieserie In voor- en tegenspoed, die werd uitgezonden door de VARA. Dit nummer werd voor het album in aangepaste vorm opnieuw opgenomen, waarbij de liedtekst werd aangepast en de zinsnede; 'Ooit was het in voor- en tegenspoed' werd weggelaten.

## Nummers
| Nr. | Titel                                | Schrijver(s)                                            | Duur |
| --- | ------------------------------------ | ------------------------------------------------------- | ---- |
| 1.  | Een dag zo mooi                      | Leo Kenter, Rick de Leeuw, Rob de Weerd, Theo Vogelaars | 4:41 |
| 2.  | Andere plaats, andere tijd           | Leo Kenter, Rick de Leeuw, Rob de Weerd, Theo Vogelaars | 4:30 |
| 3.  | Nacht zonder eind                    | Leo Kenter, Rick de Leeuw, Rob de Weerd, Theo Vogelaars | 4:59 |
| 4.  | Als de rook om je hoofd is verdwenen | Boudewijn de Groot                                      | 3:56 |
| 5.  | Man alleen                           | Leo Kenter, Rick de Leeuw, Rob de Weerd, Theo Vogelaars | 3:56 |

| Nr. | Titel                    | Schrijver(s)                                                                | Duur |
| --- | ------------------------ | --------------------------------------------------------------------------- | ---- |
| 1.  | De jaren van verschil    | Leo Kenter, Rick de Leeuw, Rob de Weerd, Theo Vogelaars                     | 6:12 |
| 2.  | Liefde en verraad        | Leo Kenter, Rick de Leeuw, Rob de Weerd, Theo Vogelaars                     | 3:55 |
| 3.  | Zaterdagavond            | Leo Kenter, Rick de Leeuw, Rob de Weerd, Theo Vogelaars                     | 3:56 |
| 4.  | Laaiend vuur             | Leo Kenter, Rick de Leeuw, Rob de Weerd, Theo Vogelaars, Huub van der Lubbe | 3:15 |
| 5.  | Het komt nooit meer goed | Leo Kenter, Rick de Leeuw, Rob de Weerd, Theo Vogelaars                     | 4:52 |

| Nr. | Titel      | Schrijver(s)                                            | Duur |
| --- | ---------- | ------------------------------------------------------- | ---- |
| 1.  | Man alleen | Leo Kenter, Rick de Leeuw, Rob de Weerd, Theo Vogelaars | 3:56 |

| Nr. | Titel         | Schrijver(s)                                            | Duur |
| --- | ------------- | ------------------------------------------------------- | ---- |
| 2.  | Alles wankelt | Leo Kenter, Rick de Leeuw, Rob de Weerd, Theo Vogelaars | 4:02 |

## Muzikanten
Tröckener Kecks:
- Rick de Leeuw - zang
- Rob de Weerd - gitaar
- Theo Vogelaars - bas
- Leo Kenter - drums

Gast:
- Otto Cooymans - keyboard